# Johann Christoph Döll
Johann Christoph Döll, född 21 juli 1808 i Mannheim, Tyskland, död 10 mars 1885 i Karlsruhe, var en tysk botaniker och bibliotekarie.
Auktorsnamnet Döll kan användas för Johann Christoph Döll i samband med ett vetenskapligt namn inom botaniken; se Wikipediaartiklar som länkar till auktorsnamnet.